# Яблуня

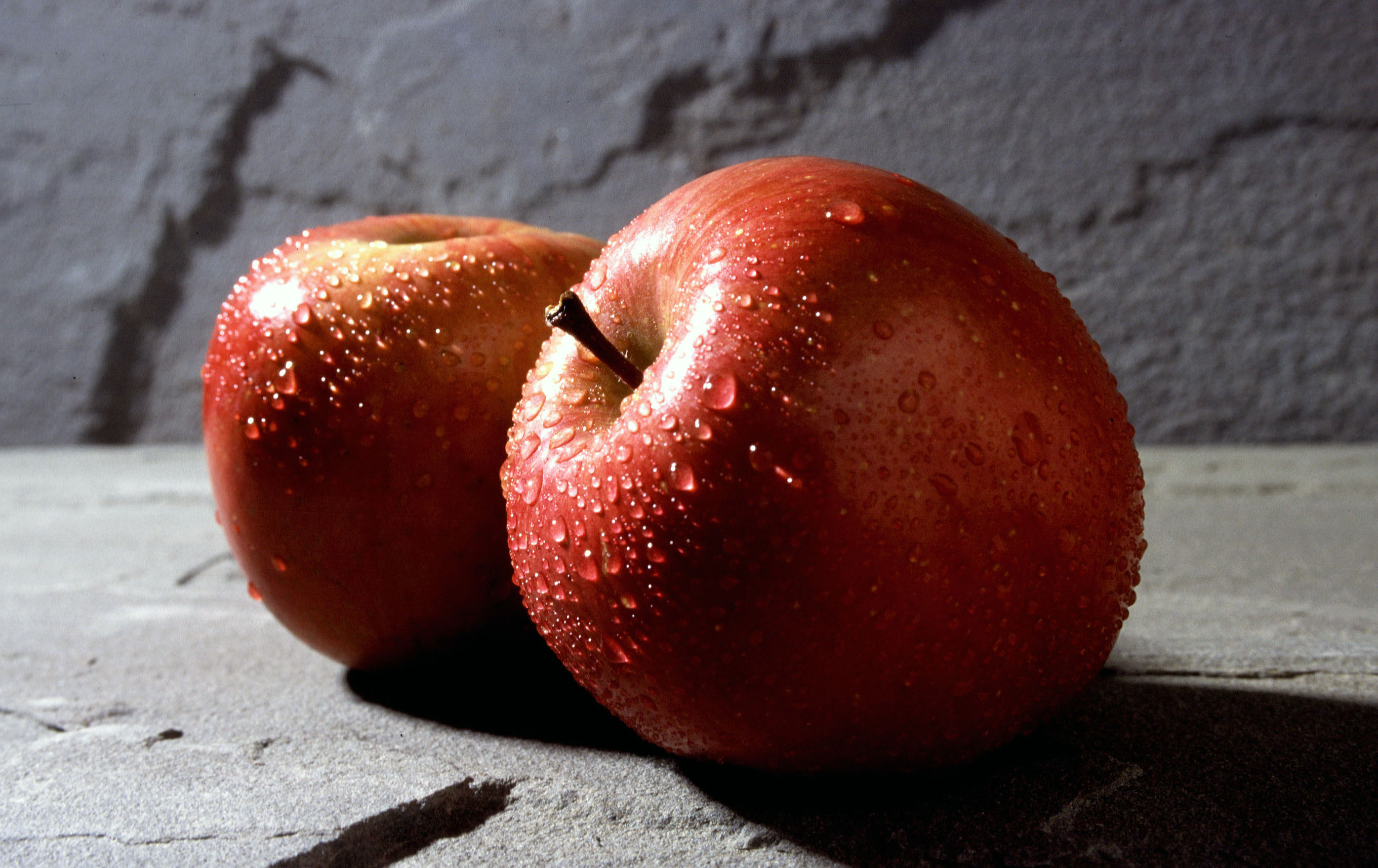
Плід

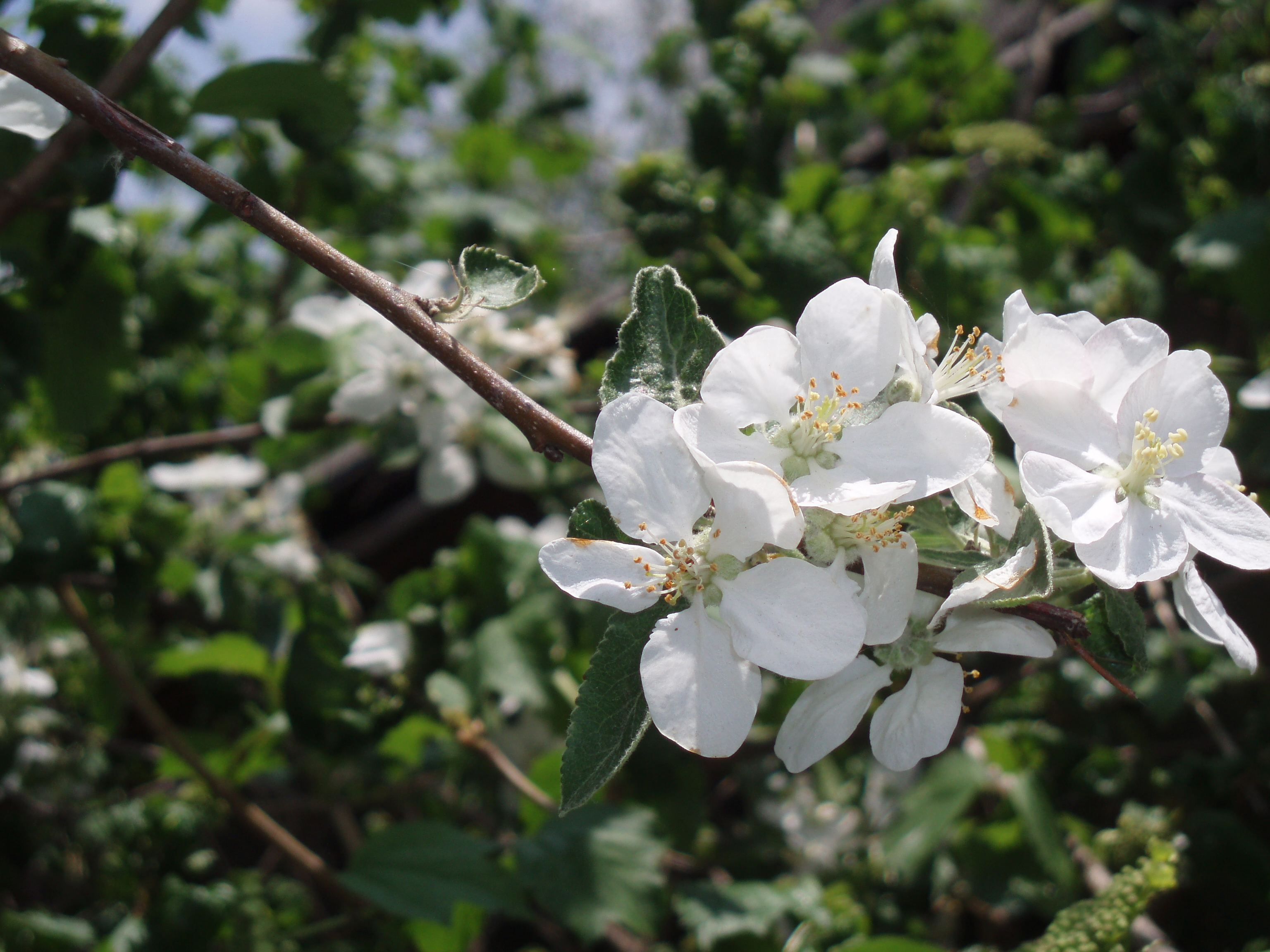
Цвітіння яблуні

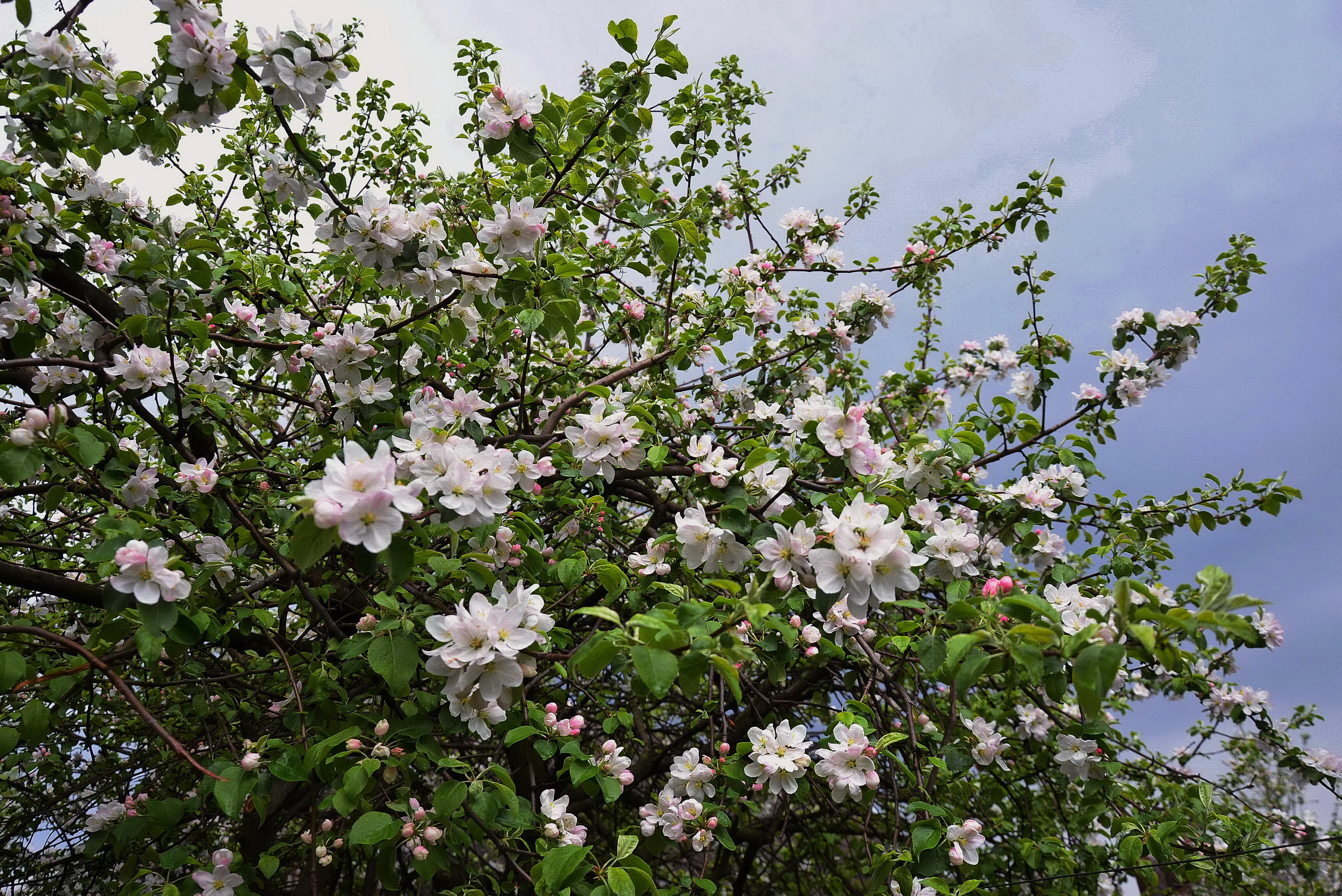
Яблуня в період цітіння в травні

Я́блуня (Malus) — рід листопадних дерев і кущів родини трояндових з кулеподібними солодкими чи кисло-солодкими плодами.

## Ботанічний опис
Рослина 4–12 м заввишки, зі щільною кроною.

### Листя
Листя 3–10 см завдовжки, чергові, прості, з зубчастим краєм.

### Квіти

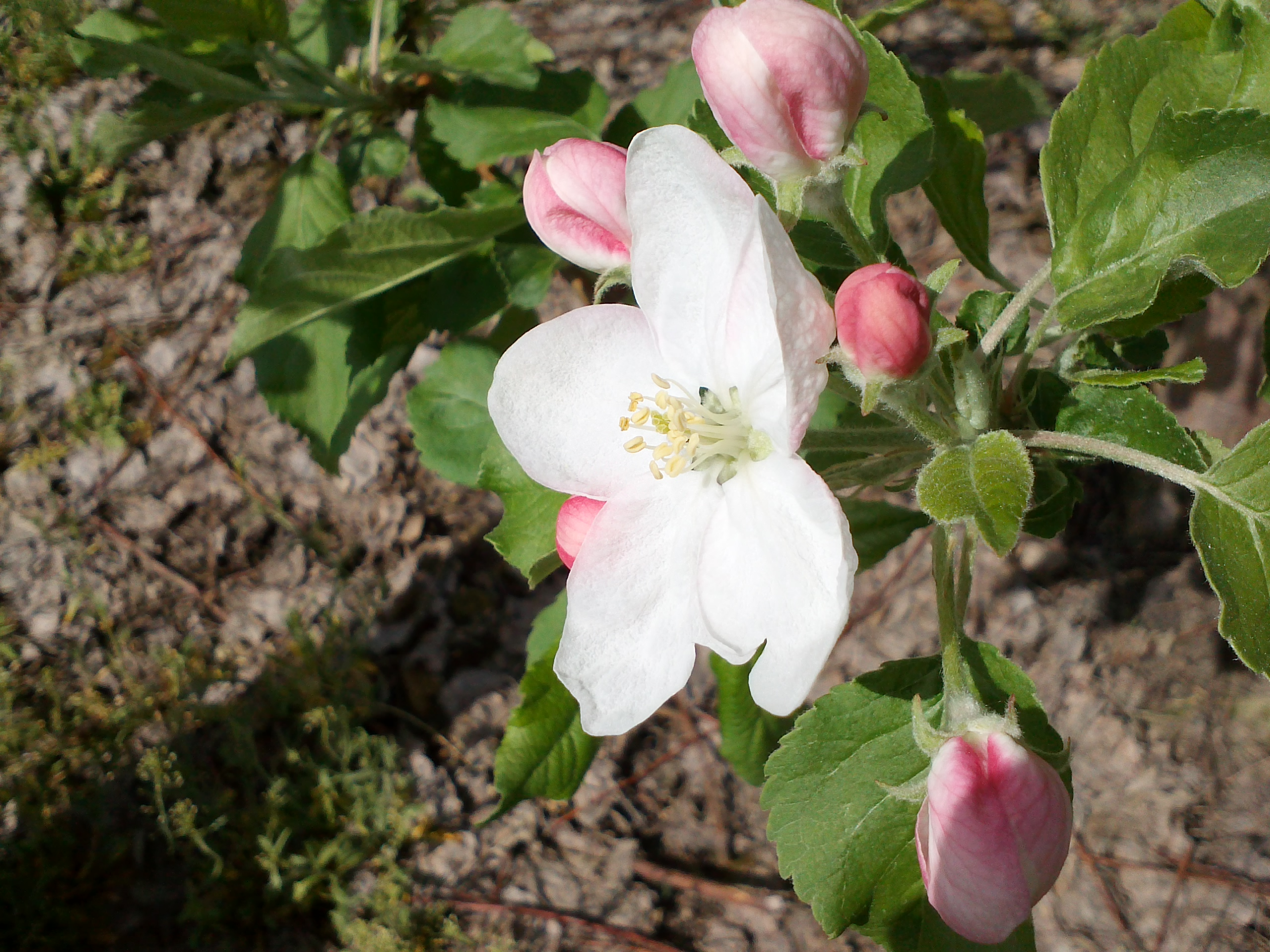
Цвіт яблуні

Квіти мають п'ять пелюсток, які можуть бути білими, рожевими або червоними; зазвичай з червоними тичинками. Цвітіння відбувається навесні і значно варіюється залежно від підвиду і сорту. Цвіте дуже інтенсивно, і квіти активно відвідують бджоли, причому перехресне запилення значно сприяє формуванню зав'язі і покращенню врожайності яблуневих дерев. Тому в промислових садах рекомендується чергувати ряди різних сортів. Для якісного запилення рекомендовано на 1 га яблуневих садів розміщувати 2–2,5 сильні бджолині сім'ї. Медопродуктивність в середньому до 20 кг/га, при чому бджоли також збирають пилок, матки нарощують відкладання яєць, а сім'ї значно нарощують силу.

### Плоди
→ Основна стаття див.: Яблуко
Фрукти (плід) кулясті з зернятками, різні за розмірами: від 1–4 см в діаметрі (в більшості видів диких рослин), і до 6 см. Плід несправжній (яблуко), соковитий, багатий на вітаміни, цінний харчовий продукт.

## Поширення
Яблуня поширена в північній півкулі. Культурні форми яблуні у світовому асортименті нараховують до 15 тисяч сортів. Яблуня є одним з найбільш культивованих фруктів у світі. Зокрема, український селекціонер Ро Лев Михайлович створив 12 сортів яблуні.
Яблука є важливим джерелом поживних речовин у країнах з помірним кліматом. Зимові яблука збирають в кінці осені і зберігають в камерах або на складах при температурі вищій за точку замерзання. В Україні вирощують близько 60 сортів яблук (літні — Паперівка, Боровинка, Слава переможцям тощо; осінні — Антонівка, Макінтош тощо; зимові — Ренета золота, Ренет Симиренка, Кримське зимове, Сари Синап, Кандиль Синап тощо). У природній структурі плодових і ягідних насаджень всіх категорій господарств на яблуні припадало 61,6 % площ (1980). У громадських садах вирощувалися переважно яблука. Світовий збір — 39 млн т. (1984).

## Значення

### Лікувальні властивості
Значення яблук полягає в тому, що вони є прекрасними попереджувачами накопичення холестерину в організмі і забезпечують підтримання вмісту холестерину на допустимому рівні за щоденного споживання. Цей ефект пояснюється високим вмістом пектину в шкірці. Крім того, пектин запобігає поглинанню жирів та цукрів і виводить холестерин з крові. Високий вміст калію в м'якоті яблук сприяє виведенню надлишкових вод з організму. Яблука корисні для роботи серця — підвищений вміст калію та присутність пектину запобігають відкладанню жирів в артеріальній стінці та виникненню атеросклерозу.

### Декоративне значення
У декоративних цілях гібридні яблуні вирощують заради цвітіння.

## Види
- Malus angustifolia
- Malus asiatica — Яблуня азійська
- Malus baccata — Яблуня ягідна
  - Malus baccata var. baccata — Яблуня китайська
  - Malus baccata var. mandshurica — Яблуня манчжурська
- Malus coronaria — Яблуня вінцева
- Malus doumeri
- Malus florentina
- Malus floribunda — Яблуня японська
- Malus fusca — Яблуня орегонська
- Malus halliana
- Malus honanensis
- Malus hupehensis
- Malus hybrid rootstock
- Malus ioensis — Яблуня айовська
- Malus kansuensis
- Malus mandshurica
- Malus micromalus
- Malus niedzwetzkyana
- Malus ombrophilia
- Malus orientalis
- Malus prattii
- Malus prunifolia — Яблуня сливолистна
- Malus pumila[ru] — Яблуня райська
- Malus sargentii
- Malus sieboldii — Яблуня Зибольда
- Malus sieversii
- Malus sylvestris Mill. — Яблуня лісова або європейська
- Malus sylvestris var. praecox (Pall.) Borkh. — Яблуня рання
- Malus toringoides — Яблуня торинговидна
- Malus transitoria
- Malus trilobata
- Malus tschonoskii
- Malus x domestica — Яблуня домашня
- Malus x domestica x Malus sieversii
- Malus x domestica x Pyrus communis
- Malus xiaojinensis
- Malus yunnanensis

## Шкідники і хвороби
- Бражник очкастий
- Букарка
- Галиця вічкова
- Вогнівка яблунева
- Довгоносик сірий бруньковий
- Квіткоїд яблуневий
- Клоп грушевий
- Коренегриз звичайний
- Короїд зморшкуватий
- Короїд непарний західний
- Листоблішка яблунева
- Листоїд в'язовий
- Листокрутка брунькова
- Листокрутка вербова кривовуса
- Листокрутка всеїдна
- Листокрутка глодова
- Листокрутка полохлива
- Листокрутка різноколірна плодова
- Листокрутка розанова
- Листокрутка свинцевосмугаста
- Листокрутка сітчаста
- Листокрутка строкато-золотиста
- Міль листкова
- Міль яблунева
- П'ядун зимовий
- Плодожерка яблунева
- Попелиця зелена яблунева
- Стрільчатка псі
- Стрільчатка тризубець
- Стрільчатка щавлева
- Червчик Комстока
- Щитівка тутова